# Clásica de San Sebastián 1990
La 10º edición de la Clásica de San Sebastián se disputó el 11 de agosto de 1990, por un circuito por Guipúzcoa con inicio y final en San Sebastián, sobre un trazado de 248 kilómetros. La prueba perteneció a la Copa del Mundo
El ganador de la carrera fue el italiano Gianni Bugno (Chateau d'Ax-Gatorade), que se impuso en solitario en la llegada a San Sebastián. El español Miguel Induráin (Banesto) y el francés Laurent Jalabert (Toshiba) y el irlandés Sean Kelly (PDM-Concorde) fueron segundo y tercero respectivamente.

## Clasificación final
| Posición | Ciclista              | Equipo                   | Tiempo     |
| -------- | --------------------- | ------------------------ | ---------- |
| 1        | Miguel Indurain       | Banesto                  | 6h 19' 59" |
| 2        | Laurent Jalabert      | Toshiba                  | + 2' 24"   |
| 3        | Sean Kelly            | PDM-Concorde             | m. t.      |
| 4        | Tony Rominger         | Chateau d'Ax             | m. t.      |
| 5        | Federico Echave       | CLAS-Cajastur            | + 2' 29"   |
| 6        | Steve Bauer           | 7 Eleven-Hoonved         | m. t.      |
| 7        | Enrique Aja           | Teka                     | m. t.      |
| 8        | Jesús Rodríguez Magro | Banesto                  | m. t.      |
| 9        | Pascal Richard        | Helvetia-Fichtel & Sachs | m. t.      |
| 10       | Marino Lejarreta      | ONCE                     | m. t.      |